# برک سنتر (ویرجینیا)
برک سنتر، ویرجینیا (به انگلیسی: Burke Centre) یک منطقه سرشماری‌شده در ویرجینیا است که در شهرستان فرفکس، ویرجینیا واقع شده‌است.

## خصوصیات
برک سنتر ۸٫۱۹ کیلومترمربع مساحت و ۱۷٬۳۲۶ نفر جمعیت دارد و ۱۱۶ متر بالاتر از سطح دریا واقع شده‌است.